# هيتاتشي-أوميا (إيباراكي)
هيتاتشي-أوميا (باليابانية: 常陸大宮市 هيتاتشي-أوميا-شي) هي مدينة تقع في محافظة إيباراكي، اليابان. تأسست المدينة في 16 أكتوبر 2004.

## توأمة
لهيتاتشي-أوميا (إيباراكي) اتفاقيات توأمة مع:
- أوداته (21 أكتوبر 2015 - )

## أعلام
- ميهو شيرايشي

## وصلات خارجية
- موقع بلدية هيتاتشي-أوميا